# Adultismo

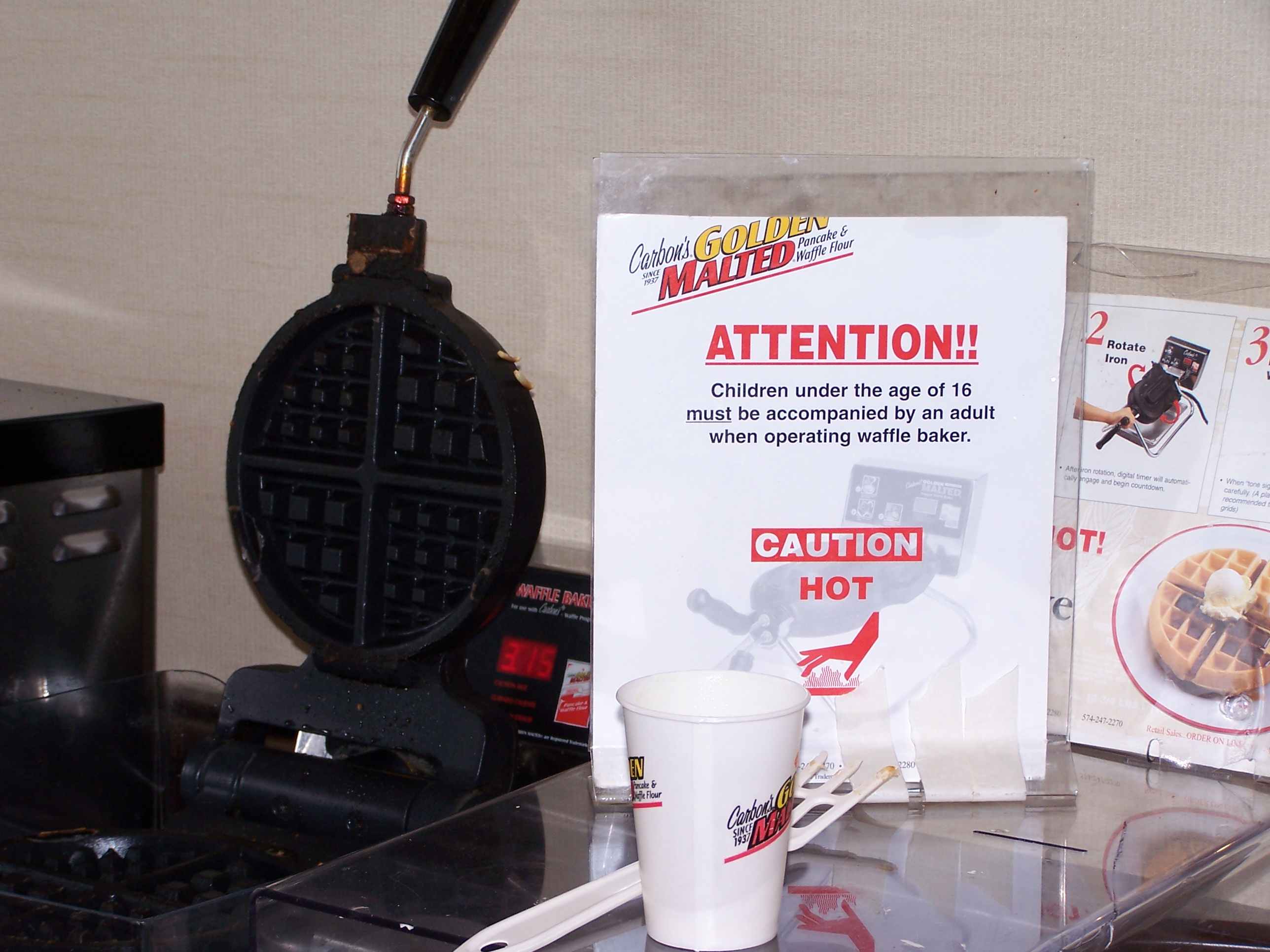
Uma restrição de idade no funcionamento de uma tostadeira para waffles

Adultismo é "o poder que os adultos têm sobre as crianças", o adultismo é definido como "o preconceito e o acompanhamento sistemático de discriminação contra os jovens". Numa base mais filosófica, o termo também tem sido definida como "tendência para adultos... e o social, dependência para adultos, incluindo as suas ideias, atividades e atitudes".

## Etimologia

### Origem
A palavra adultismo foi usado por Patterson Du Bois, em 1903, e aparece na literatura psicológica francesa em 1929, descrevendo a influência dos adultos sobre as crianças.
Esta definição foi substituída na década de 1970 por artigo jornalístico, propondo que o adultismo é o abuso do poder que os adultos têm sobre as crianças. O autor identificou exemplos de adultismo, não só os pais, mas em professores, psicoterapeutas, o clero, a polícia, os juízes e jurados.

### Uso
Adultismo é definido como "comportamentos e atitudes, com base nos pressupostos de que os adultos são melhores do que os jovens, e o direito de agir de acordo jovens sem acordo". Ele também é visto como "um vício para as atitudes, ideias, crenças e ações dos adultos." Adultismo é popularmente usado para descrever qualquer discriminação contra os jovens e é distinto do idadismo, que é simplesmente o preconceito em razão da idade; não especificamente contra a juventude. O Adultismo é supostamente causado pelo medo de crianças e jovens. tem sido sugerido que "o adultismo, que é associada a uma visão de si mesmo com negociações sobre a rejeição e exclusão de subjetividade da criança, sempre esteve presente na cultura ocidental'.
Fletcher sugere que o adultismo tem três principais expressões através da sociedade:
- Adultismo Atitutinal: sentimentos pessoais, as suposições e crenças que formam uma pessoa de atitudes sobre os jovens. Isso também é chamado adultismo internalizado.
- Adultismo Cultural: compartilhado atitudes, incluindo crenças e costumes, promovendo a suposição de que os adultos são superiores a ninguém, que não é identificado como um adulto, simplesmente por causa de sua idade. Isso também é chamado de adultismo social.
- Adultismo Estrutural: A normalização e a legitimação histórica, cultural, institucional e interpessoal dinâmica que rotineiramente vantagem adultos, enquanto que a produção cumulativa e crónica resultados adversos para os jovens. Este é também referido como adultismo institucional.

### Termos semelhantes
Adultismo é usado para descrever a opressão das crianças e dos jovens adultos, o que é visto como tendo o mesmo poder de dimensão na vida dos jovens, como o racismo e o sexismo. é tratado como uma generalização do paternalismo, permitindo a ampla vigor da idade adulta, além de machos, e pode ser testemunhado no infantalization de crianças e jovens. pedofobia (o medo das crianças) e ephebifobia (o medo dos jovens) têm sido propostos como os antecedentes para adultism. Tocofobia, o medo do parto, também pode ser um precursor; gerontofobia ou seu antónimo, gerontocracia, podem ser extensões de adultismo.[carece de fontes?]
Termos semelhantes, tais como privilégio adulto, adultarchy, e adultocentrismo têm sido propostos como alternativas que são uma morfologia mais paralela. Alguns ativistas em alternativa, ligue adultismo com "youthism" ou "infantismo" igualá-la ao sexismo e heterossexismo. O oposto de adultismo é jeunismo, que é definida como a preferência dos jovens e adolescentes sobre os adultos.
Pelo menos uma organização de destaque descreve a discriminação contra a juventude como idadismo, que é qualquer forma de discriminação contra qualquer pessoa, devido a sua idade. O National Youth Rights Association argumenta que o idadismo é uma forma mais natural e compreensível prazo de adultismo e, portanto, é mais comumente usado entre os jovens afectados por esta discriminação. os defensores do uso de "idadismo" também acredito que faz causa comum com pessoas mais velhas, lutando contra a sua própria forma de discriminação em razão da idade.

## Causas
No seu artigo seminal de 1978, Flasher explicou que adultism nasce da crença de que as crianças são inferiores, professando que adultism pode ser manifestado como o excesso de carinho, possessividade, ou através de inúmeras restrições, todos os que, conscientemente ou inconscientemente, voltadas para o controlo excessivo de uma criança. tem sido associada com a projeção psicológica e divisão, um processo pelo qual "o único com poder atributos de seu inconsciente, não resolvidas sexual e agressivo material para o filho - "o escuro e a luz do lado...daí a criança divina/défice criança".

Recentemente, os teólogos Heather Eaton e Matthew Fox propuseram, "Adultismo deriva de adultos reprimir a criança interior." John Holt afirmou, "Uma compreensão de adultism pode começar a explicar o que quero dizer quando eu digo que muito do que é conhecido como a arte das crianças é um adulto invenção." Essa perspetiva é aparentemente apoiado por Maya Angelou, que comentou:
| “ | Todos somos criativos, mas, quando temos três ou quatro anos, alguém bateu a criatividade fora de nós. Algumas pessoas calam as crianças que começam a contar histórias. Os miúdos dançam nos seus berços, mas alguém insistirá em sentar-se quieto. Quando as pessoas criativas são dez ou doze, eles querem ser como todos os outros. | ” |

## Classificação
Além de Fletcher, outros especialistas identificaram várias formas de adultismo, oferecendo uma tipologia que inclui adultismo internalizado, adultismo atitutal, adultismo cultural, e de outras formas.

### Adultismo internalizado
Numa publicação publicado por W. K. Kellogg Foundation, da Universidade de Michigan, o professor Barry Checkoway afirma que adultismo internalizado faz com que os jovens se "questionem com a sua própria legitimidade, duvidar de sua capacidade para fazer a diferença" e perpetuar uma "cultura do silêncio" entre os jovens.
"Adultismo convence-nos como crianças que as crianças realmente não contam", relata uma investigação de estudo, e ele "torna-se extremamente importante para nós [as crianças] para ter a aprovação dos adultos e ser 'de boa' com eles, mesmo que isso signifique trair nossos companheiros crianças. Este aspecto do adultismo internalizado leva a tais fenómenos como queixar-se nos nossos irmãos ou de ser o 'professor de estimação', para citar apenas dois exemplos."
Outros exemplos de internalizado adultism incluem várias formas de violência impostas às crianças e jovens e por adultos que estão revivendo a violência que sofriam como os jovens, tais como castigos corporais, abuso sexual, abuso verbal, e a comunidade de incidentes, que incluem políticas de isolamento para proibir os jovens de visitar as lojas sem adultos, e a polícia, professores, pais ou perseguindo jovens de áreas sem justa causa.

### Adultismo institucional
O adultismo institucional pode ser aparente em qualquer instância do viés sistêmico, onde formalizou limitações ou exigências são colocadas em pessoas simplesmente por causa de sua tenra idade. Políticas, leis, normas, estruturas organizacionais e procedimentos sistemáticos cada servir como mecanismos para alavancar, perpetuar, e incutir adultism toda a sociedade. Essas limitações são muitas vezes reforçados por meio de força física, coerção ou ações policiais e muitas vezes são vistos como padrões duplos. Este tratamento é cada vez mais visto como uma forma de gerontocracia.
Instituições de que perpetuem o adultismo pode incluir o fiduciária, legais, educacionais, comunitárias, religiosas, governamentais e de setores da comunidade. Ciências sociais, a literatura tem identificado adultism como "dentro do contexto de desigualdade social e a opressão das crianças, onde as crianças são negados os direitos humanos e são desproporcionalmente vítimas de maus-tratos e a exploração."

### Adultismo cultural
Cultural adultism é muito mais ambíguo, mas muito mais prevalentes, forma de discriminação ou a intolerância em relação aos jovens.[carece de fontes?]
Qualquer restrição ou exploração de pessoas por causa de sua tenra idade, como oposição a sua capacidade, a compreensão, ou capacidade, pode ser dito para ser adultist. Estas restrições são muitas vezes atribuídas a eufemismos oferecidas para adultos com base na idade sozinho, como "melhor juízo" ou "a sabedoria da velhice". Uma parentalidade editor da revista comentários, "na Maioria das vezes as pessoas falam de forma diferente para as crianças do que para adultos, e, muitas vezes, eles agem de forma diferente, também." Isto resume o adultismo cultural.

## Resultados

### Estratificação social
A discriminação contra a idade é cada vez mais reconhecida como uma forma de intolerância social e cultural configurações de todo o mundo. Um número crescente de instituições sociais são reconhecendo as posições de crianças e adolescentes como um oprimido grupo minoritário. Muitos jovens estão mobilizando contra a adultist mitos propagados através da mídia de massa dos anos 1970 até a década de 1990.

Uma pesquisa compilou a partir de duas fontes (Universidade de Cornell estudo em âmbito nacional, e um estudo da Universidade de Harvard sobre a juventude) tem mostrado que a estratificação social entre grupos de idade faz com que os estereótipos e a generalização; por exemplo, os meios de comunicação-perpetuaram o mito de que todos os adolescentes são imaturos, e violento. os Adversários de adultism afirmo que isto tem conduzido a uma crescente número de jovens, académicos, investigadores, e outros adultos, protestando contra adultism e ageism, como a organização de programas de educação, em protesto contra as declarações, e a criação de organizações dedicadas a divulgar o conceito e a lidar com ela.
Simultaneamente, a pesquisa mostra que os jovens que lutam contra o adultismo dentro de organizações comunitárias têm uma alta taxa de impacto em cima disse agências, bem como seus pares, com os adultos que trabalham com eles, e a comunidade maior a que a organização pertence

### Respostas culturais
Pode haver muitos efeitos negativos da adultism, incluindo ephebiphobia e um crescente fosso entre as gerações. Um reativo resposta social para adultism toma a forma do movimento dos direitos da criança, liderada por jovens que greve contra o que está sendo explorado pelo seu trabalho. Numerosos populares de comunicação são empregadas para atacar contra adultism, particularmente a música e filmes. Além disso, muitas mudanças sociais e esforços têm inerentemente respondido ao adultismo, particularmente aqueles associados com o ativismo juvenil e o movimento estudantil, cada qual em seu próprio aspectos têm-se debatido com os efeitos do adultismo intitucionalizado e cultural.

### Evolução académica
Um número crescente de organizações governamentais, académicas e instituições educacionais de todo o mundo têm criado políticas, realizou estudos, e criou publicações que responder a muitas das insinuações e implicações de adultism. O trabalho da famosa pesquisadora Margaret Mead pode ser dito para ser uma resposta ao adultismo. Os pesquisadores atuais, cujo trabalho analisa os efeitos da adultism incluem sociólogo Mike Machos e o crítico, o teórico Henry Giroux. O tópico foi recentemente abordada em libertação psicologia, literatura, também.

## Abordando o adultismo
Qualquer inanimados ou animados exposição de adultismo é dito ser "adultista". Isso pode incluir comportamentos, políticas, práticas, instituições ou indivíduos.
O educador John Holt proposta de que o ensino de adultos sobre o adultismo é um passo vital para abordar os efeitos do adultismo, e, pelo menos, uma organização e um currículo fazem isso. Vários educadores têm criado currículos que procuram também ensinar os jovens sobre o adultismo. Atualmente, as organizações de reação aos efeitos negativos da adultismo incluem as Nações Unidas, que tem realizado um grande esforço na investigação além de reconhecer a necessidade de luta contra o adultismo, através de políticas e programas. O CRC tem Artigos específicos (5 e 12), que são especificamente comprometer-se a combater adultismo. A organização internacional Human Rights Watch fez o mesmo.
Prática comum aceita o noivado de voz da juventude e a formação de jovens e adultos parcerias como passos essenciais para resistir ao adultismo.
Algumas formas de desafiar adultism também incluir lideradas por jovens de programação e participar em organizações juvenis. Estas são as duas maneiras de crianças intensificar e tomar uma ação para chamar a tendência para adultos. Lideradas por jovens de programação permite que as vozes dos jovens para ser ouvido e levado em consideração. a Tomar o controle de sua autonomia pode ajudar as crianças a assumir o controle de sua sexualidade, bem. Afastar-se de um adultist quadro leva a afastar-se da ideia de que as crianças não são capazes de processar informações sobre o sexo e sobre a sua própria sexualidade. Aceitar que os filhos estão prontos para aprender sobre si mesmos irá diminuir a quantidade de desinformação espalhe por seus colegas e permitir que eles recebam informações precisas de indivíduos educados sobre o tema.

## Críticas
Na sua forma mais extrema, o destino dos advogados na abordagem do adultismo é "mais ou menos consciente, descontrolada, e covert exercício de poder sobre a criança pelo adulto ... este empunhando do poder pelos adultos" per se. Um ataque desse tipo em qualquer adulto de energia podem ser alimentados por aquilo que tem sido chamado de "a ideia homúncula sobre as crianças, muitos adultos de uma criança é um "Adulto Pequeno". Eles não entendem que uma criança traz diferentes tipos de problemas que um adulto faz".
Na sua forma mais branda, "o adultismo é sobre o abuso de poder, e não se refere ao normal responsabilidades dos adultos em relação às crianças". Portanto, "dirigindo-se adultism não é sobre a inversão da estrutura de poder ( ... ) [ou] completamente erradicar a pólio", mas de "derramamento adultism envolve uma negociação de decisões".